# Retsøkonomi
Retsøkonomi er den økonomiske analyse af retten som den er (positiv retsøkonomi) og retten som den bør være (normativ retsøkonomi). Til forskel fra andre retsteoretiske analysemetoder, der ligeledes forsøger at beskrive effekterne af den retlige regulering i samfundet, fokuserer den retsøkonomiske metode på økonomisk efficiens. Så retsøkonomi fokuserer på de økonomiske incitamenter, som gældende ret skaber.
Noget forsimplet kan en efficient juridisk situation siges at indtræffe, når den part til en tvist, der ville være villig til at betale mest for et gunstigt resultat, hvis tvisten ikke skulle afgøres af domstolene men i stedet afvikles som en normal transaktion i markedsøkonomien, også vinder tvisten ved domstolene.

## Videnskabelige journaler
- American Law and Economics Review Arkiveret 17. maj 2008 hos  Wayback Machine
- Asian Journal of Law and Economics Arkiveret 27. december 2010 hos  Wayback Machine
- Economic Analisys of Law Review – English, Español e Português
- Erasmus Law and Economics Review
- European Journal of Law and Economics
- Review of Law and Economics Arkiveret 4. december 2009 hos  Wayback Machine
- International Review of Law and Economics
- Journal of Law, Economics, and Organization Arkiveret 17. maj 2008 hos  Wayback Machine
- Journal of Law, Economics & Policy
- Journal of Law and Economics
- Journal of Legal Studies
- Supreme Court Economic Review (USA)

## Regionale og internationale foreninger
- Asien – Asian Law and Economics Association
- Australien – Australian Law and Economics Association Arkiveret 20. juli 2008 hos  Wayback Machine
- Brazilien – Associação Brasileira de Direito e Economia Arkiveret 22. maj 2009 hos  Wayback Machine
- Canada – Canadian Law and Economics Association Arkiveret 21. april 2010 hos  Wayback Machine
- Europa – European Association of Law and Economics
- Finland – Finnish Association of Law and Economics Arkiveret 29. september 2007 hos  Wayback Machine
- Grækenland – Greek Association of Law and Economics Arkiveret 30. juni 2007 hos  Wayback Machine
- Israel – Israeli Association for Law and Economics Arkiveret 19. november 2008 hos  Wayback Machine
- Italien – Italian Society of Law and Economics Arkiveret 1. maj 2011 hos  Wayback Machine
- Japan – Law & Economics Association of Japan Arkiveret 25. juni 2003 hos  Wayback Machine
- Korea – Korean Law and Economics Association Arkiveret 20. maj 2013 hos  Wayback Machine
- Latin-Amerika – Latin American and Iberian Law and Economics Association Arkiveret 23. december 2010 hos  Wayback Machine
- New Zealand – Law and Economics Association of New Zealand
- Schweiz – Master in Law and Economics Foundation, University of St.Gallen Arkiveret 7. oktober 2016 hos  Wayback Machine The Swiss Law and Economics Students' Society, St. Gallen, Switzerland
- Skandinavien – Scandinavian Association of Law and Economics Arkiveret 27. april 2006 hos  Wayback Machine
- Tyrkiet – Turkish Forum for Law and Economics (Webside ikke længere tilgængelig)
- Tyskland – Gesellschaft für Recht und Ökonomik
- USA – American Law and Economics Association
- USA – Midwestern Law and Economics Association Arkiveret 30. december 2010 hos  Wayback Machine
- Østrig – Verein zur Pflege der Rechtsökonomik / Joseph von Sonnenfels Center for the Study of Public Law and Economics